# Honduras elnökeinek listája
| Név                                                                                  | hivatali ideje                             |
| ------------------------------------------------------------------------------------ | ------------------------------------------ |
| Juan Francisco de Molina                                                             | 1839. január 11. – 1839. április 13.       |
| Felipe Neri Medina Valderas y Fernández de Córdova                                   | 1839. április 13. – 1839. április 15.      |
| Juan José Alvarado                                                                   | 1839. április 15. – 1839. április 27.      |
| José María Guerrero                                                                  | 1839. április 27. – 1839. augusztus 10.    |
| Mariano Garrigó                                                                      | 1839. augusztus 10. – 1839. augusztus 20.  |
| José María Bustillo                                                                  | 1839. augusztus 20. – 1839. augusztus 27.  |
| Minisztertanács Mónico Bueso Soto Francisco de Aguilar                               | 1839. augusztus 27. – 1839. szeptember 21. |
| José Francisco Zelaya y Ayes                                                         | 1839. szeptember 21. – 1840. december 31.  |
| Francisco Ferrera                                                                    | 1841. január 1. – 1842. december 31.       |
| Minisztertanács Juan Morales José Julián Tercero Casto José Alvarado                 | 1843. január 1. – 1843. február 23.        |
| Francisco Ferrera                                                                    | 1843. február 23. – 1844. december 31.     |
| Minisztertanács Casto José Alvarado Coronado Chávez                                  | 1845. január 1. – 1845. január 12.         |
| Coronado Chávez                                                                      | 1845. január 12. – 1847. január 1.         |
| Minisztertanács Casto José Alvarado Francisco Ferrera José Santos Guardiola Bustillo | 1847. január 1. – 1847. február 12.        |
| Juan Nepomuceno Fernández Lindo y Zelaya                                             | 1847. február 12. – 1852. január 31.       |
| Francisco Gómez y Argüelles                                                          | 1852. február 1. – 1852. március 1.        |
| José de la Trinidad Francisco Cabañas Fiallos                                        | 1852. március 1. – 1855. október 18.       |
| José Santiago Bueso Soto                                                             | 1855. október 18. – 1855. november 8.      |
| Francesco de Aguilar                                                                 | 1855. november 8. – 1856. február 17.      |
| José Santos Guardiola Bustillo                                                       | 1856. február 17. – 1862. január 11.       |
| José Francisco Montes Fonseca                                                        | 1862. január 11. – 1862. február 5.        |
| Victoriano Castellanos Cortés                                                        | 1862. február 5. – 1862. december 4.       |
| José Francisco Montes Fonseca                                                        | 1862. december 4. – 1863. június 21.       |
| José Maria Medina                                                                    | 1863. június 21. – 1872. július 26.        |
| Carlos Arias                                                                         | 1872. augusztus 26. – 1874. január 13.     |
| Ponciano Leiva                                                                       | 1874. február – 1876. június 8.            |
| Marco Aurelio Soto                                                                   | 1876. augusztus 27. – 1883. május 9.       |
| Luis Bográn                                                                          | 1883. november 30. – 1891. november 30.    |
| Pariano Leiva                                                                        | 1891. november 30. – 1893. április         |
| Domingo Vázquez                                                                      | 1893. április – 1894. február 22.          |
| Polycarpio Bonilla                                                                   | 1894. február 22. – 1899. február 1.       |
| Terencio Sierra                                                                      | 1899. február 1. – 1903. január 30.        |
| Manuel Bonilla                                                                       | 1903. február 1. – 1907. április 11.       |
| Miguel R. Davila                                                                     | 1907. augusztus 15. – 1911. március 28.    |
| Francisco Beltrand                                                                   | 1911. március 28. – 1912. február 2.       |
| Manuel Bonilla                                                                       | 1912. február 2. – 1913. március 21.       |
| Francisco Beltrand                                                                   | 1913. március 21. – 1919. szeptember 8.    |
| Rafael López Gutiérrez                                                               | 1919. november 1. – 1924. március 10.      |
| Fausto Dávila                                                                        | 1924. március 27. – 1924. március 31.      |
| Vicente Tosta                                                                        | 1924. április 1. – 1925. február 1.        |
| Miguel Paz Barahona                                                                  | 1925. február 1. – 1929. február 1.        |
| Vicente Mejia Colindres                                                              | 1929. február 1. – 1933. február 1.        |
| Tiburcio Carias Andino                                                               | 1933. február 1. – 1948. december 31.      |
| Juan Manuel Gálvez                                                                   | 1949. január 1. – 1954. november 16.       |
| Julio Lozano Diaz                                                                    | 1954. december – 1956. október 21.         |
| Roque I. Rodriguez                                                                   | 1956. október 21. – 1957. december 21.     |
| José Ramón Villeda Morales                                                           | 1957. december 21. – 1963. október 3.      |
| Osvaldo López Arellano                                                               | 1963. október 4. – 1971. június 5.         |
| Ramón Ernesto Cruz                                                                   | 1971. június 6. – 1972. december 4.        |
| Osvaldo López Arellano                                                               | 1972. december 4. – 1975. április 22.      |
| Juan Alberto Melgar Castro                                                           | 1975. április 22. – 1978. augusztus 7.     |
| Policarpio Juan Paz Garcia                                                           | 1978. augusztus 8. – 1982. január 27.      |
| Roberto Suazo Cordova                                                                | 1982. január 27. – 1986. január 27.        |
| José Simon Azcona Hoyo                                                               | 1986. január 27. – 1990. január 27.        |
| Rafael Leonardo Calleja Romero                                                       | 1990. január 27. – 1994. január 27.        |
| Carlos Roberto Reina                                                                 | 1994. január 27. – 1998. január 27.        |
| Carlos Roberto Flores Facusse                                                        | 1998. január 27. – 2002. január 27.        |
| Ricardo Maduro Joest                                                                 | 2002. január 27. – 2006. január 27.        |
| Manuel Zelaya Rosales                                                                | 2006. január 27. – 2009. június 28.        |
| Roberto Micheletti Baín                                                              | 2009. június 28. – 2010. január 27.        |
| Porfirio Lobo Sosa                                                                   | 2010. január 27. – 2014. január 27.        |
| Juan Orlando Hernández                                                               | 2014. január 27. – 2022. január 27.        |
| Xiomara Castro                                                                       | 2022. január 27. –                         |